# 李殿勋
李殿勋（1967年11月15日—），男，汉族，河南上蔡人，中华人民共和国政治人物。1991年7月参加工作，1994年6月加入中国共产党，是中共二十届中央候补委员。曾任重庆市人民政府副市长，湖南省委政法委书记，湖南省人民政府常务副省长、党组副书记，中共湖南省委副书记等职务。现任中共湖北省委副书记，湖北省人民政府省长、党组书记。

## 生平
1989年取得华东师范大学历史学学士学位，1991年取得西南政法大学法学学士学位。
2000年12月，任重庆经济技术开发区管委会副主任，开发区管委会财政局局长、国有资产公司董事长。2003年2月，任重庆市人民政府法制办公室主任、书记，2003年9月兼任重庆仲裁委员会办公室主任（2004年4月至7月在中央党校地厅级进修班学习）；2009年3月，任中共开县县委书记；2013年2月，任中共重庆市南川区委书记；2014年9月，任重庆市人民政府副秘书长；2015年2月，任重庆市科委主任。
2018年1月，任重庆市人民政府副市长。
2019年5月，任中共湖南省委常委、政法委书记。2021年12月，转任湖南省人民政府常务副省长。2023年9月，升任湖南省委副书记。同月，辞去湖南省人民政府副省长职务。
2024年12月31日，调任中共湖北省委副书记、省人民政府党组书记。2025年1月2日被任命为湖北省人民政府副省长、代理省长。1月20日，正式当选湖北省省长。